# Johan Faye
Johan Mohr Faye (Bergen, Hordaland, 16 de maig de 1889 - Drøbak, Frogn, Akershus, 16 de setembre de 1974) va ser un regatista noruec que va competir a començaments del segle xx.
El 1920 va prendre part en els Jocs Olímpics d'Anvers, on va guanyar la medalla de plata en els 7 metres del programa de vela, a bord del Fornebo.